# ...As Iron Sharpens Iron
Albums de The Procussions
Up All Night
(2004)
...As Iron Sharpens Iron est le premier album studio des Procussions, sorti le 28 octobre 2003.
Dans cet album, les chansons sont entrecoupées de passages d'un autre de leurs albums, Up All Night, essentiellement composé de morceaux instrumentaux (batterie et Fender Rhodes).
À la fin de l'album, un texte philosophique sur l'amour universel est déclamé par un garçon étant l'allégorie de l'amour – The boy that speaks on love's behalf en français : « Le garçon qui parle au nom de l'amour ». The Procussions expriment à travers cette fin d'album leur attachement aux valeurs de l'amour du prochain que l'on peut retrouver dans la Bible et la religion catholique.
On retrouve ce garçon sur le morceau Opening Meditation qui ouvre leur album 5 Sparrows for 2 Cents.

## Liste des titres
| No  | Titre                                                   | Durée |
| --- | ------------------------------------------------------- | ----- |
| 1.  | The Beginning                                           | 2:32  |
| 2.  | Introducing...(What's Your Name?)                       | 4:23  |
| 3.  | WeGotta!                                                | 5:24  |
| 4.  | Just Over Broke (JOB)                                   | 4:00  |
| 5.  | Lights Off                                              | 6:30  |
| 6.  | All That It Takes (Original Mix) (featuring Vise Versa) | 4:21  |
| 7.  | Celebration                                             | 3:38  |
| 8.  | Move Yer Self (featuring Qq et Vise Versa)              | 4:55  |
| 9.  | How Do I Describe                                       | 3:40  |
| 10. | Track #10                                               | 0:39  |
| 11. | Make It Happen                                          | 3:40  |
| 12. | Down to One                                             | 3:53  |
| 13. | Leave Her Alone                                         | 4:39  |
| 14. | All That It Takes (Revisited)                           | 4:54  |
| 15. | Water's Edge (featuring Qq)                             | 6:45  |